# Legal Suite
 (janvier 2016).
Legal Suite est un des principaux éditeurs français de logiciels juridiques, fondé en 2000 par Patrick Deleau, président-directeur général et Thierry Mallat, directeur général.
Legal Suite conçoit, développe et déploie une solution intégrée destinée aux juristes et aux  professionnels du droit en entreprise. Legal Suite développe une gamme d’applications spécialisées dans la gestion des contrats, du conseil interne, des contentieux et litiges, des assurances, des sociétés et participations, des baux commerciaux et immobiliers, de la propriété intellectuelle, des délégations de pouvoirs et de signatures. 
Legal Suite est implantée en France mais également au Canada depuis 2007 et aux États-Unis depuis 2012,. Plus de 20 000 personnes utilisent ses applications à travers le monde, notamment en France, en Belgique, au Luxembourg, en Suisse, au Canada, aux États-Unis et au Maroc.[réf. nécessaire]
Lors de la 3e édition du Top 250, organisée par le Syntec numérique et le cabinet Ernst & Young, Legal Suite est révélée au 86e rang des premiers éditeurs et créateurs de logiciels français.

## Histoire
Ne trouvant pas sur le marché un outil informatique adapté aux besoins de sa fonction, Patrick Deleau, directeur juridique groupe d’une société européenne d’ingénierie, conçoit et réalise les premiers modules de la solution logicielle Legal Suite, destinés à la gestion  des consultations juridiques, des contrats et de la propriété intellectuelle.[Interprétation personnelle ?]
Il fait ainsi appel à un ingénieur informaticien, Thierry Mallat qui industrialisera l’outil spécifique initial, le complétant de deux autres modules destinés à gérer  les contentieux et le budget d’une Direction juridique d’entreprise.[Interprétation personnelle ?]
Dès 1998, de nombreux responsables juridiques s’intéressent alors à cet outil de gestion innovant, propre à leur métier.[réf. nécessaire] Patrick Deleau et Thierry Mallat décident de s’associer pour développer et commercialiser le produit sous le nom de Legal Suite. 
Les premiers clients grands comptes font alors le choix de la solution. La société Legal Suite S.A.S. est créée en mars 2000 et enrichit son offre de deux modules : LS sociétés et LS bibliothèque.[réf. nécessaire]
La version intranet est lancée dès l’année suivante et convainc davantage de juristes à travers le monde. Deux nouveaux modules spécialisés sont commercialisés : LS Gestion immobilière-baux Commerciaux et LS Assurances. Devant l’intérêt croissant des Directions des ressources humaines pour son progiciel[Interprétation personnelle ?], Legal Suite développe une solution Affaires sociales en 2002, centrée sur la problématique juridique de la fonction RH (Gestion des contentieux sociaux, des contrats de travail, des relations avec les partenaires sociaux…). 
Le 1er octobre 2003, Patrick Deleau est coopté en qualité de Président de l’entreprise.[réf. nécessaire]

## Activités
Éditeur de logiciels juridiques : gestion de contrats, du conseil interne, des contentieux et litiges, des assurances, des sociétés et participations, des baux commerciaux et immobiliers, de la propriété intellectuelle, des délégations de pouvoirs et de signatures, générateur intelligent de contrats. 
Formation : Legal Suite dispose depuis sa création d’un agrément en tant qu’organisme de formation rendant éligible sa facturation aux déductions fiscales en vigueur.[réf. nécessaire]